# Apače
Apače (en allemand : Abstall) est une commune du nord-est de la Slovénie située dans la région de la Basse-Styrie) la frontière avec l'Autriche.

## Villages
Apače, Črnci, Drobtinci, Grabe, Janhova, Lešane, Lutverci, Mahovci, Nasova, Novi Vrh, Plitvica, Podgorje, Pogled, Segovci, Spodnje Konjišče, Stogovci, Vratja vas, Vratji Vrh, Zgornje Konjišče, Žepovci, Žiberci.

## Géographie
La commune est située à l'endroit où la rivière Mur entre en Slovénie en provenance de l'Autriche. Avant la fin de la Seconde Guerre mondiale, la langue régionale était essentiellement l'allemand.

## Démographie
La population de la commune est assez faible avec environ 4 000 habitants,,.
Évolution démographique
| 2007  | 2008  | 2009  | 2010  | 2011  | 2012  | 2013  | 2014  | 2015  |
| ----- | ----- | ----- | ----- | ----- | ----- | ----- | ----- | ----- |
| 3 680 | 3 631 | 3 618 | 3 624 | 3 620 | 3 605 | 3 619 | 3 605 | 3 580 |
| 2016  | 2017  | 2018  | 2019  | 2020  | 2021  |       |       |       |
| 3 564 | 3 558 | 3 510 | 3 532 | 3 541 | 3 556 |       |       |       |